# NGC 2060
NGC 2060とは、大マゼラン雲の中にある超新星残骸である。中心部にミリ秒パルサーのPSR J0537-6910を持つ。

## 概要
NGC 2060は、1836年にジョン・ハーシェルによって発見された。現在ではかじき座とテーブルさん座にまたがる大マゼラン雲のかじき座側にある超新星残骸である。視等級は9.59等級である。すぐ近くにタランチュラ星雲があり、それと比べると視等級は1.6等級も暗い。見かけ上すぐ近くにあることから、タランチュラ星雲の別名かじき座30星雲 (30 Dor Nebula) の伴星という意味のかじき座30B (30 Dor B) という別名もある。

## PSR J0537-6910
NGC 2060の中心部には、PSR J0537-6910という中性子星が存在する。NGC 2060はPSR J0537-6910を生ずる元となった超新星爆発で誕生したと考えられる。